# 台視家庭台
台視家庭台是臺灣電視公司（台視）已停播的頻道之一，以家庭婦女與職場女性以及其所延伸出來的上下兩代家庭成員（包括夫妻、親子等）作為主要目標收視族群，製播符合台灣傳統主流家庭價值與女性價值的節目內容，主張重視家庭倫理、兩性關係、親子教育、婚姻價值、終身學習等，並標舉「女性」（female）、「家庭」（family）、「時尚」（fashion）、「貼心」（friendly）、「快樂」（fun）作為台視家庭台節目的五大內涵，稱為「5F」。

## 歷史
2004年6月1日，台視宣告啟動旗下三個無線數位電視頻道，成立「台視財經台專案中心」與「台視家庭台專案中心」，正式在台視數位多頻道自動播控系統播出台視家庭台節目。2004年7月1日，中華民國電視學會五大電視台會員（台視、中視、華視、民視、公視）在台北市中泰賓館合辦「中華民國無線數位電視開播典禮」。2004年9月1日，台視財經台開播，與台視家庭台併頻。
2004年11月1日，台視節目部副經理康寧調任節目部資深正級管理師，仍兼台視家庭台專案中心副執行長；台視節目部企劃製作組主任李立國調任節目部資深一級製作人，兼任台視家庭台節目總監。2004年12月1日，台視播控中心將原住民族電視台（原民台）節目傳送至「共星共碟」上試播，原民台與台視家庭台併頻。
2006年5月2日，台視家庭台改版，加強「健康運動」、「電視教學」、「烹飪廚藝」、「兒童節目」與「益智競賽」等五大主題的節目內容。「健康運動」以《家庭健康操》與《台視運動場》（該節目自2006年5月起實況轉播「2006企業排球聯賽」）為主，「電視教學」以《台視e學園》為主，「烹飪廚藝」以《傅培梅時間》為主，「兒童節目」以《彩虹街》與《歡樂寶貝》為主，「益智競賽」以《強棒出擊》、《世界非常奇妙》與《超級大富翁》為主。另外，台視家庭台也會播出《京華再現》（即《台視國劇》的重播）、《楊麗花歌仔戲》等傳統戲曲節目。
2007年12月31日凌晨，台視健康娛樂台開播，補上台視國際台台灣版停播後的位置，取代台視家庭台的地位。